# アブバカリ2世

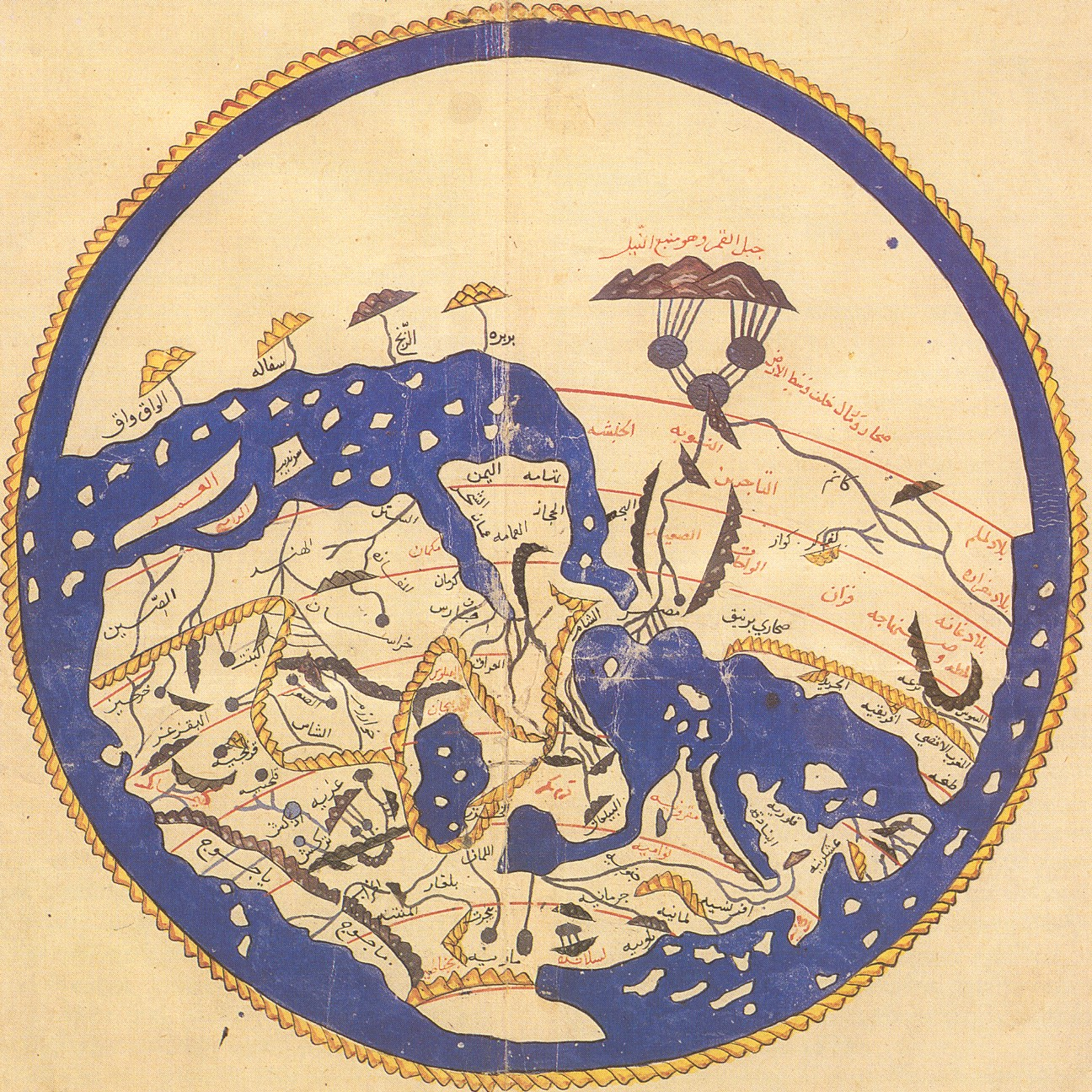
イドリースィー1154年製作の世界地図（上が南方向）。世界を取り囲む大洋（環海）が示されている。

「アブバカリ2世」は、マリ帝国のマンサ（Mansa）の一人とされる王の名前である。アブバカリ2世は「1310年頃に王位についていたが、大西洋を横断する探検をするため、王位を退いた、そして、彼の弟もしくは息子が、1324年のメッカ巡礼で有名なマンサ・ムーサである」と言われているが、適切な文献でその名を確認することができず、実在しなかった可能性がある。
アブバカリ2世の実像は、西アフリカ史を専門とする歴史研究者により明らかにされつつあるが、むしろ、アメリカ合衆国における「アフロセントリズム」により、その虚像に焦点があたっているというのが現状である。アフロセントリズム的文脈においては、アブバカリ2世はコロンブスよりも200年早くアメリカ州に到着し、そこでアフリカ文化を先住民に広めたとされる。さらにそのイスラーム主義的解釈においては、アメリカでイスラームを先住民に広めたとされる。

## アラビア語文献

### ウマリー
「アブバカリ2世」とされる人物について最も頻繁に引用される文献が、シリア生まれの百科全書家、シハーブッディーン・アフマド・ブン・ファドルッラー・ウマリー（Shihāb al-Dīn al-Umarī, 1300/01-1349）が著したエジプトの年代記である。ウマリーは、マンサー・ムーサーがエジプトを訪れた25年後に、このマリの支配者と会話を交わした人物に会って、話を聞いた。カイロの統治者、イブン・アミール・ハージブ（ Ibn Amīr Hājib ）は、マンサー・ムーサーに、あなたはどのように王様になられたのですかと聞いた。王の答えは次のようであったという。
私は代々、王の権威を受け継いでいる家の出身です。しかるに先代の王さまは、環海（ al-Muhit ）には向こう岸があると考えられました。この考えにとらわれた王さまは、それが正しいことを証明しようと、数百艘の舟を作らせ、手下どもを載せ、黄金と食料、水をどっさり、数年は持つ分の量を積み込ませました。そして出航の際には、海の果てるところに行きつくか、食料と水が尽きるかするまで、戻ってくるなと、命じられました。

すべての舟が出払い、長い月日が過ぎましたが、一艘も戻ってこなかったところ、ついに一艘の舟が戻ってきました。私が船頭に何があったのか聞いたところ、彼が言うには、「王子さま（又は、陛下）、私どもはずいぶん遠くまで舟を走らせてまいりました。そこへある時、海の中を強い流れが川のように流れているところに出くわしました。私は艦隊のしんがりを務めさせていただいておりましたが、前の舟がそこで前へ進もうとすると、瞬く間に流れに呑まれてしまいました。あれらの身に何が起きたのかはわかりません。私自身は、渦巻きに突っ込む冒険はご免こうむりまして、戻ってまいりました。」とのこと。

王さまはこの男の言うことを信じようとはなさらず、その態度に不満を持たれました。そこで、半分は御自らのため、半分は手下どものために、2,000艘の舟を用意させ、さらに食料や飲み水を運ぶ舟も別に用意させました。そして、私に国を任せ、手下どもを引き連れてアル＝ムヒトの海へお発ちになりました。それ以来長い年月が経ちましたが、前の王さまを見た者はいません。私はずっと王国のあるじのままなのです。—マンサー・ムーサー、ウマリー『諸王国見聞記』(Masālik al-abṣār fī mamālik al-amṣār)
上述の、伝聞に伝聞を重ねたアネクドートにおいては、先王の名前には一切言及されず、ただマンサー・ムーサーに王統があるということが語られるという点が特徴的である。また、どの港からあるいはどの地方から出航したのかなどの詳しいことはわからない。さらに、舟に関する言及内容も、ありそうもない話であり、「とても、とても、たくさん」の比喩として理解するほかない。この小咄には、大洋の向こうにある遠く離れた土地を探すという言葉が含まれておらず、アフロセントリズム的文脈で語られる言説に見られる詳細な内容は、ウマリーの短い描写の中にはない。

### イブン・ハルドゥーン
マグリブの歴史家であり思想家であったイブン・ハルドゥーン（1332-1406）は、その世界史論において、北アフリカと西アフリカのイスラーム教徒について非常に詳細な内容を書き残している。マリ帝国に関しては、13世紀の勃興からマンサ・ムーサに至るまでの系譜を示している。
このサークーラ（ Sākūra ）を継いだ支配者は、スルターン・マーッリー・ジャータの孫、クー（ Qū ）である。そしてクーの後は、彼の息子、ムハンマド・ブン・クーが継いだ。ムハンマドののち、王統は、マーッリー・ジャータの系統から、彼の弟、アブー・バクルの系統へと移った。このアブー・バクルとは、マーンサー・ムーサー・ブン・アブー・バクルの名前において言及されるアブー・バクルその人である。—イブン・ハルドゥーン、『イバルの書』
文中の「マーッリー・ジャータ」はマリ帝国の始祖スンジャタ・ケイタのことである。このテキストによれば、スンジャタの孫の王権はケイタ氏族出身者の一人（ムーサ）へ移ったが、広大な帝国を築き上げたムーサ自身はスンジャタの直系子孫ではなく、スンジャタの弟のアブー・バクルの子孫であったという。また、アブー・バクル自身はマリの支配者ではなかったことも明らかである。ところが、このアブー・バクルがマンサの一人であり、かつ、ムーサと血のつながった父であると誤解されるようになった。なぜなら、マリにおいて王権は父から子へと受け継がれるものとずっと言われてきたからである。

## モリス・ドゥラフォス
1300年を少しばかり過ぎたころのマリ帝国が、アブバカリという王に統治されていた、という仮定ないし思い込みは、フランスの西アフリカ専門家モリス・ドゥラフォス（1870-1926）の説に遡る。ドゥラフォスは、Haut-Sénégal-Niger (1912)という3巻本の著作において、既存の史料（主に文献資料）に基づいて、マリのマンサたちの完全な系譜図を作成しようとした。年代記を確定させるにあたってドゥラフォスは、系譜関係がもっともらしく見えるように、一切の検証なしに、あたかも資料があったかのように、摂政時代を置いた。歴史の再構築にあたっては、マンデの口誦伝統は無視し、多くをイブン・ハルドゥーンとウマリーの年代記などのアラビア語文献に依拠した。後者のウマリーは、マンサ・ムーサが、あるマンサから王位を引き継いだことを報告している（上記引用箇所参照）。イブン・ハルドゥーンの年代記にはアブー・バクルが支配者であったという言葉は一語も書かれていないにもかかわらず、ドゥラフォスは、この引き継ぎを、イブン・ハルドゥーンでマンサ・ムーサの父であるとされているアブー・バクルが行ったことであると結論づけた。他方で、アブー・バクル（口承伝誦では「アブバカリ」ではなく「ボガリ」として言及される）は、王国の開祖スンジャタの弟だったと言われている。スンジャタは13世紀の初め頃に王位にあった人物である。したがって、スンジャタの弟が、1312年頃から1337年頃に王位にあったマンサ・ムーサの父というのは、年代が離れ過ぎている。色々なアメリカの作家が主張するような、マンサ・ムーサの兄という説は、なおのこと、ありえない。
ドゥラフォスはまた、口承伝統を信頼しなかった。西アフリカには豊富な口承伝統があるが、ドゥラフォスは600年から700年も前の出来事に関して口頭で伝えられた歴史については信頼できないという思い込みを持っていた。フランスの植民地官僚であったアフリカ研究者シャルル・モンテイユは、ドゥラフォスにより立てられた王統のリストを引き継いだけれども、アブバカリ2世の存在については基本的に論じようとしなかった。モンテイユはヨーロッパの歴史家の中で初めてマンデ族の口頭伝承の研究への有用性を評価したが、その中には、アブバカリ2世の名前を言及するものはなかったとする。大西洋への冒険の話を、彼は「純粋な作り話」であると考えた。
イスラエルの東洋学者、アフリカ史研究者のネヘミア・レヴィツィオン（ Nehemia Levtzion, 1935-2003 ）は、オリジナルのテクストを精密にレビューし、アブバカリ2世なるマンサーの存在は、翻訳の際に生じた誤りによるものであるとした。アブバカリ2世という人物がマリを支配したことなどなく、アル＝ウマリーにおける無名の統治者を、スンジャタの兄弟でありマンサー・ムーサーの父（又は祖父）であるアブー・バクルと同一人物であるとする考えは成り立たないとした:S. 346 ff.。
なお、レヴィツィオンの解釈は、ギニアの歴史研究者、マディナ・リュ＝タル（Madina Ly-Tall）への反論を意図したものであって、その名が伝わっていないマンデ族の統治者による大西洋への冒険が本当にあった出来事であるのか否かという問いへの答えではない。

## マンデの伝承
シャルル・モンテイユ（1871-1949）は、マンデ人が受け継いできた頌歌と叙事詩の調査を1929年に行った。その調査結果によると、アブバカリ2世は、アブバカリ1世（マンデ人としての名前は、バタ・マンデ・ボリ（Bata Mande Bory）であった）とは対照的に異なり、口頭伝承の中における言及を見つけることができなかった。また、後年の検証によっても、大きな結果の相違はなかった。ギニア出身の歴史家、ジブリル・タムシル・ニアヌは、アブバカリ2世在位の証拠を、彼自身の故郷にいる「昔話を伝承する者たち」が受け継ぐ頌歌から集めることができると考え、そのなかからアブバカリ2世であると考えられる人物を割り出した。アメリカの歴史家、アフリカ黒人がコロンブスより前にアメリカに到達していたという理論を代表する論者のイヴァン・ヴァン・セルティマは、1976年に、アブバカリの旅を再構築するために伝承された昔話を用いたとしたが、それは、別の文脈から見ると、まったく具体的な引用がないということを意味した。さらに最近では、マリの小説家、劇作家、詩人のガウス・ジャワラ（ Gaoussou Diawara ）がアブバカリを取り扱った作品として、手始めに、1992年に演劇を 、1999年には伝記を著した。マリのグリオがこのマンサーのことを完全に無視してきたのは、彼がマリ人の歴史の汚点となったからだということを、ジャワラは語っている。 アブバカリに焦点を当てた頌歌は、近年存在している。しかしながら、それはジャワラが著した伝記に触発されたものである。ただし、その形式は形式的には「グリオ」という伝統に分類される古典的な様式ではある。

## 無名の王による大西洋探検は実在の出来事か
ウマリーの（大西洋探検に関する）所伝は、他の文献による裏付けが一切ない。トンブクトゥに伝わるより詳細な年代記群（『探求者の年代記』（Tarikh al-Fettash）と『スーダーン年代記』（Tarikh al-Sudan））に同じ話を収録するものはない。2,000艘もの舟を準備する大事業であれば、イスラーム世界にそのことが知られていたはずである。とりわけ、マンサー・ムーサーが王位に就く前の時代からマリと良好な関係にあったエジプトでには知られていた蓋然性が高いにもかかわらず、常に周到な情報を収集するイブン・ハルドゥーンでさえも、この探検については何も報告していない。
中世のセネガンビアの歴史研究分野における著名な研究者であるレモン・モニは、14世紀始め頃の西アフリカで大西洋横断のために必要なものを手に入れることが技術的にも物流的にも不可能であったとする。その一方で、ジャン・ドゥヴィスやサード・ラビーブ（Sa’ad Labib）はその可能性を排除せず、少なくとも、大西洋横断の試みは実行されたはずだとした。とはいえ、彼らもその試みが成功したことについては懐疑的である。もしもマリ人たちの舟がうまく成功していたとすると、カリブ海方面へ向かう海流を利用してアメリカへたどり着いた可能性があるが、このルートを辿った可能性は否定されている。ガウス・ジャワラは、ブラジルの沿岸に彼らがたどり着いたと主張するが、たどり着けたはずはない。また、アマゾン川に入ることも、流れが海に向かっているので不可能であったであろう。
ギニアの歴史研究者、マディナ・リュ＝タルは、マンサー・ムーサーの前王の指揮下では大西洋横断航海が実りなき試みに終わったであろうことは認めながらも、そのことは、マリ帝国におけるセネガンビア地方及び海洋、並びに、両者を繋ぐ通行路としてのセネガル川・ガンビア川の河口地域には何らの影響も与えなかったことを強調する。リュ＝タルはポルトガル勢の到来によってはじめて変化が起きたとした。

### 「たとえ話」説
生き残った船長が、他の舟は渦巻きに飲み込まれてしまったと明白に証言していることに注意すべきである。これは西方へ流れる海流についての言及であったというよりむしろ、中世神話における舟を飲み込む海の深淵（アビス）についての言及である。また、13世紀のオリエント界隈には、王さまが無謀な冒険に挑むという、ウマリーの所伝と明らかに類似した話が流布していた。そのため、ウマリーがダルヴィーシュ（遊行僧）から聞いた話を換骨奪胎して、エジプトのアミールから聞いた話の信憑性を増すために用いたという解釈が許容されよう。
大西洋探検のアネクドートが、教訓的な性格を持ち、アラブの歴史家に向けて支配者のあるべき姿を示すために作られた可能性はある。ウマリーは、「鏡の王子」という中世説話に典型的な様式に沿って、その後継者であるマンサー・ムーサーに対置させるかたちで、あるべきでない支配者像を描いたかもしれない。そうすると、名もなきマンサーは統治問題に無関心な忌避すべき王を表したものであろう。そのかわり、大洋を渡った向こうに何があるのかという、人が知ろうとすべきでない問いに対しては、溺れることになるという答えを示そうとした。なぜならば、アッラーフとクルアーンの権威によれば、そこに陸地などないのだから。為政者は明らかな神の徴に挑戦するべきではない。ほとんどすべての舟が沈み、生き残った者は数人にすぎなかったのは、傲慢なマンサーに警告を与えたものである。ところが、かのマンサーは、自分自身の傲慢さと挑戦を受けた神に気づかず、ばかげた計画のために何千もの必要物資を持ち出し、帝国から掘り出した資源を舟に積み込んだ。
これに対してマンサー・ムーサーは、カイロのウラマーの指示に謙虚に応じ、彼らの禁じるところにすぐに従った。前王と対照的にマッカへ巡礼し、信仰の篤い者たちを領国へ連れ帰った彼ならば、かの地にイスラームの教えを根付かせる。彼はトンブクトゥとガオにモスクを建てさせ、そこに気前よく聖なる書物（クルアーンとハディース）を備えさせたため、為政者の鑑となった。教訓となることが意図された説話の効果を増すために、まだ生々しいマリからの巡礼者たちの記憶をウマリーが有効利用したという解釈は、極めて説得力がある。

## アブバカリ2世伝説のアフロセントリズム的解釈
アブバカリ2世なる王の実在について、確立した科学的学問の世界で議論が続いているにもかかわらず、「アフロセントリズム」として知られる歴史研究における著名な活動家ら（Molefi Kente Asante, John G. Jackson, Ivan Van Sertima）は、この王が歴史的に確認しうる人物であって、クリストファー・コロンブスに先駆けること200年前にアメリカに到達していたと説明する。アフリカ中心主義者は、アブバカリ及び彼の冒険の実在の否定はアフリカの歴史の偉大性を否定しているに等しく、少なくとも潜在意識における「白人優越主義」の要件を満たすと言明する。これに対する批判としては、アフロセントリズムが文献と事実とデータを恣意的に取り扱い、利用しているという批判がある。すなわち、疑わしい文字史料だけでなくドグマと非歴史的な神話の創造とでもって、歴史的事実を調べるためでなく、アフリカ系アメリカ人の自意識を高く保つために使っているという。

### 汎アラブ主義
アフリカ人、あるいは、ムスリムの一人の王が14世紀にアメリカ州に到達していたという説を最初に述べたのは、アフメド・ゼキー・パシャというエジプトの歴史研究者である。同人はアル＝ウマリーの著作に対してはじめて近代的な校訂を施した人物である。ただし、1920年代に発表した本説においては、この事業におけるアラビアの航海技術の重要性が強調されている。ドイツの海外史研究者エグモント・ゼッヘリンは、アラビア＝マリ文化圏の舟がアメリカに到達したかもしれないという可能性を除外しようとしなかった。中世における探検の歴史を専門とする同僚のリヒャルト・ヘンニッヒにウマリーの所伝のさらなる検証を依頼し、マリ王による探検は実在した、しかし、失敗に終わったと結論づけた。トルコの科学史研究者フュアト・セズギン（Fuat Sezgin）は、「地図学的完成度」の観点からこの問題に取り組み、「驚くほど水準が高かった、アラブ＝イスラーム文明における航海術を持つムスリムの航海者は、9世紀の初めから15世紀頃に大洋を渡ったところにある陸地に到達するだけでなく、それを地図に記載し始めたと言える」とした。ただし、彼の所論においては、この高い水準はアラビアの探検航海者のものであって、ブラックアフリカのものではないとされる。

### レオ・ウィーナーの仮説とその援用
レオ・ウィーナー（Leo Wiener, 1862-1939）は、明らかにウマリーの所伝の存在を知らずに、アメリカは西アフリカのマンデ族により植民されていたという内容の詳細な大部の論文を1920年から1923年の間に発表した。ウィーナーはアメリカ先住民の言語とアフリカの言語との間にある類似（ただしこれは真性の類似点だけでなく見かけ上似ているだけのものも含まれる）に依拠するだけでなく、両大陸に生える植物の分布にも依拠した。ウィーナーの所論によれば、これらの植物はアフリカからカリブ海地域に持ち込まれたといい、その他に、タバコの喫煙はアフリカが発祥であるとした。しかしながら、大方の民族学者には間違いであるとして受け容れられていない。
大半の白人の学者の意見は否定的であったが、アフリカ系アメリカ人のレヴュワーの中には、歴史の再評価にとって極めて重要であると述べ、「先コロンブス時代のマンデ文化」はアメリカにおいて創始されたものでなければ、少なくとも根本的に変容したものであると、ウィーナーの書籍から引用する者もいた。

### アフリカ中心主義者の仮説
マリの劇作家ジャワラの意見は、アブバカリの船団がガンビアを発ち、大西洋を渡ってブラジルの沿岸、レシフェに着き、マリ帝国において金を豊富に産出した2ヶ所の地名、ブーレ（Buré）とバンブク（Bambuk）を記念して、ペルナンブーコ（Pernambuco）と名付けたというものである。
イヴァン・ヴァン・セルティマ（Ivan Van Sertima）やマーク・ハイマン（Mark Hyman）のようなアフロセントリズム派の著述家は、コロンブス自身がカリブ海地域で「黒人」に出会ったと何度も報告している一方で、コロンブスとその同時代人がアメリカ先住民の肌の色をよく「ムーア人」に例えていることを頻繁に指摘する。ムーア人は北アフリカに住む人々を意味する。コロンブスが明瞭に述べていることに鑑みると、彼は自分の「発見した」土地では「ギニアにいるような黒人」に一度も出会わなかった。スペインの歴史家、フランシスコ・ロペス・デ・ゴマラとアングレリーアの殉教者ペドロは、アメリカ大陸に自分自身で足を踏み入れた経験は一度もなかったのであるが、新世界の探検と征服に関する年代記を著している。その中には、コンキスタドールのバスコ・ヌーニェス・デ・バルボアが現代のパナマにあたる地方で、一度も黒人に出会わなかったという記述があるが、この記述には、新大陸の入植地には（ムーア人を含まない）「黒人」だけが住んでいるものという通念が前提にある。年代記作家による記述がヴァン・セルティマらにより信頼のおける目撃情報であると見なされたとしても、そこには伝聞による二次的な記載があるにすぎない。
1950年代以来、考古学者のメルヴィン・ジェフリーズ（Mervyn D. W. Jeffreys）が、マンデの航海者たちにより14世紀の初め頃にアメリカから西アフリカにトウモロコシが持ち込まれたという説を発表して、このアフロセントリズム的解釈を擁護している。この説の証拠として彼は、アフリカの神話と、中世に作られた土器に見られる表現とを提示する。彼によれば、トウモロコシは近代初期には既に主要作物とされており、1500年以降にヨーロッパ人により導入されただけでは、これほどまでに急速に栽培が広まるはずがない、という。この説に対する反論としては、ジェフリーズが挙げた言語資料が十分な証拠のあるものではないこと、また、トウモロコシとモロコシ（ソルガム。ドイツ語では「ムーア人の稗」又は「黒人の稗」とも呼ばれる。）との区別が明らかにされていないことを指摘するものがある。

### アブバカリ2世伝説のイスラーム的変種
1990年半ば以後になると、アブバカリの発見者としての業績の評価に重きを置く言説が見られるようになった。かつてのアフロセントリズムのイデオローグたちは、黒人アフリカから来た航海者らが古代アメリカの先住民文化に及ぼした影響を力説したものだが、今日のアメリカ人ムスリムの中には、ムスリムによって実行された探検における最初期のものであるという探検の性格を重視する。これらの言説は、アメリカ大陸がマンデ人により発見され、また文明化されたことを認める点で確かに過去の言説と共通するが、むしろ、先住民がはじめてイスラームに改宗したことを強調する。たとえば、レバノン出身でカナダで物理学者として働き、ムスリムのために働く活動家でもあるユーセフ・ムルーエ（Youssef Mroueh）などが、このようなことを述べている。自分自身の主張のみが書いてある彼の著書によると、コロンブスがキューバに到着した1492年には既にモスクがあったという。ムルーエの主張は、完全に中身がない。
ムルーエのような著述家らによる、スペイン人の到来以前のアメリカ大陸にはイスラームが広く信仰されていたという説は、以下に挙げるような証拠に基づくものである。多くの先住民の部族（たとえばチェロキーやブラックフット）がムーア人の民族衣装を身に着けている。先住民の中にはアラブ人風の名前を持っている者がいたり、彼らが土地につけた名称の中には明らかにイスラーム的な地名がある（たとえばフロリダ州のタッラハッスィー Tallahassee は「神はいつか汝を救い給う」と解釈できる）。クーフィー体で刻まれたアラビア文字が数多く残されていたり、マドラサのネットワークさえも運用されていたりしたが（たとえばアリゾナとニューメキシコに存在した）、のちに、おそらくはヨーロッパ人により、破壊されてしまった。特に、19世紀まではムスリムであったと言われているチェロキー族は、独自のイマームを持ち、ハッジの様式で定期的に巡礼を行っていた。部分的にはアメリカにおける「イスラームの遺産」が話題になっているが、贅言を弄するばかりで何を言わんとしているのかが明瞭でない。
先コロンブス時代にアメリカ先住民のイスラーム化が起きていたという説は、「ネイティヴ・アメリカン」の諸団体における反対がいや増すばかりであったが、ムスリムたちの内輪では好意的に受け容れられ、ウェブフォーラムで好意的に議論されている。 「イスラーム伝道世界連盟（ミナレット）」は、ムルーエの仮説の検討を行い、アメリカ大陸が元々はイスラーム化されていたと結論付け、そのため、ムスリムは各自、異教徒を改宗させる努力（ダアワ）を通してイスラームの復興に務めなければならないとした。2014年11月にトルコの首相、レジェップ・タイイップ・エルドアンは、テレビ番組の中でこの仮説を信じていることを認め、コロンブスにより言及された場所にモスクを建設することに同意した。